# Goździkowiec brazylijski
Goździkowiec brazylijski, piernia brazylijska (Eugenia brasiliensis Lam.) – gatunek rośliny z rodziny mirtowatych. Pochodzi z Brazylii, jest uprawiany w wielu innych rejonach o klimacie tropikalnym.

## Morfologia
Wiecznie zielone drzewo dorastające do wysokości 7 m. Liście jajowate lub eliptycznojajowate. Młode liście mają brązowe wierzchołki. Kwiaty są pojedyncze umiejscowione w kątach liści. Kielich 4-dzielny. Owocem jest okrągława, mięsista i aromatyczna  1-3 nasienna jagoda wielkości wiśni. 

## Zastosowanie
Owoce wykorzystywane są na przetwory.